# Kampungmandar
Kampungmandar is een bestuurslaag in het regentschap Banyuwangi van de provincie Oost-Java, Indonesië. Kampungmandar telt 3644 inwoners (volkstelling 2010).